# Torsten Jansen
Pour les articles homonymes, voir Jansen.
Torsten Jansen, né le 23 décembre 1976 à Adenau, est un joueur et entraineur allemand handball
Évoluant au poste d'ailier gauche, il est champion d'Europe en 2004 et champion du monde en 2007 avec l'sélection nationale allemande. En clubs, il a passé la majeure partie de sa carrière au HSV Hambourg avec lequel il a notamment remporté la Ligue des champions en 2013, un championnat d'Allemagne en 2011 et deux coupes d'Allemagne.
Il est entraîneur du HSV Hambourg depuis 2017.

## Palmarès

### Club
Compétitions internationales
- Ligue des champions (C1)
  - Vainqueur (1) : 2013
  - Demi-finaliste (3) : 2008, 2009 et 2011
- Coupe des vainqueurs de coupe (C2)
  - Vainqueur (1) : 2007

Compétitions nationales
- Championnat d'Allemagne
  - Vainqueur (1) : 2011
  - Deuxième (3) : 2007, 2009 et 2010
- Coupe d'Allemagne
  - Vainqueur (2) : 2006 et 2010
  - Finaliste (2) 2004 et 2008
- Supercoupe d'Allemagne
  - Vainqueur (4) : 2004, 2006, 2009 et 2010

### Sélection nationale
- Jeux olympiques
  -  Médaille d'argent aux Jeux olympiques 2004 d'Athènes,  Grèce
- Championnats du monde
  -  Médaille d'or au Championnat du monde 2007 en  Allemagne
  - 5e place au Championnat du monde 2009 en Croatie
  - 8e place au Championnat du monde 2001 en  France
- Championnats d'Europe
  -  Médaille d'or au Championnat d'Europe 2004 en Slovénie
  -  Médaille d'argent au Championnat d'Europe 2002 en  Suède
  - 4e place au Championnat d'Europe 2008 en  Norvège